# FC Montréal
Der FC Montréal war ein kanadisches Fußball-Franchise der United Soccer League aus Montreal.
Das 2014 gegründete USL Pro-Franchise gehörte, wie auch die Major-League-Soccer-Mannschaft Montreal Impact, dem kanadischen Unternehmer Joey Saputo. Beim FC Montréal sollten Spieler aus der U-18 bis U-23 der Impacts spielen.

## Geschichte
Am 4. September 2014 gab Joey Saputo, Besitzer des MLS-Teams Montreal Impact, bekannt eine zweite Mannschaft in der USL Pro zu gründen. Damit ist Impact die zweite MLS -Mannschaft nach LA Galaxy, die eine weitere Mannschaft in der dritten Liga der USA und Kanada spielen lässt.
Die Mannschaft sollte aus jungen Spielern aus dem Raum Québec bestehen, auch aus Spielern die bereits in den Jugendmannschaften von Montreal Impact spielten.
Am 9. Dezember 2016 unterzeichnete Montreal Impact einen Partnervertrag mit Ottawa Fury. Somit wurde der FC Montréal aufgelöst.

## Stadion
- Stade Saputo; Montreal
- Complexe sportif Claude-Robillard; Montreal

Die Heimspiele fanden zunächst im Saputo Stadium bzw. auf den angrenzenden Trainingsplätzen statt. Später wurden diese dann im Complexe sportif Claude-Robillard ausgetragen.

## Saisonstatistik
| Jahr | Ligenstufe | Liga | Regular Season  | Play-offs          | Zuschauerschnitt |
| ---- | ---------- | ---- | --------------- | ------------------ | ---------------- |
| 2015 | 3          | USL  | 10. Platz, East | nicht qualifiziert | 411              |
| 2016 | 3          | USL  | 14. Platz, East | nicht qualifiziert | 243              |